# Paderno Dugnano
Paderno Dugnano – miejscowość i gmina we Włoszech, w regionie Lombardia, w prowincji Mediolan. Graniczy z gminami: Senago, Varedo, Cusano Milanino, Cormano, Nova Milanese, Bollate, Novate Milanese, Cinisello Balsamo.
Według danych na rok 2004 gminę zamieszkiwało 45 017 osób, 3215,5 os./km².